# Linda Dallmann
Linda Dallmann, född den 2 september 1994 i Dinslaken, är en tysk fotbollsspelare (anfallare/mittfältare) som från och med sommaren 2019 spelar för Bayern München. Hon är även en del av det tyska landslaget och deltog i VM i Frankrike år 2019. Hon var med i den tyska trupp som vann U20-VM i Kanada år 2014.